# Реквизитер
Реквизитер је стручно лице у филмској, позоришној или телевизијској екипи, одговорно за набавку, израду, одржавање и манипулацију свим реквизитима који се користе током продукције. Реквизитер блиско сарађује са редитељем, сценографом и костимографом како би осигурао да сви предмети на сцени или у кадру буду аутентични, функционални и у складу са уметничком визијом пројекта.

## Опис занимања и одговорности
Посао реквизитера је комплексан и обухвата широк спектар одговорности, од креативних до организационих. На основу књиге снимања и упутстава редитеља и сценографа, реквизитер:
- Набавља и прикупља реквизиту: Проналази, купује, изнајмљује или позајмљује све потребне предмете.
- Израђује реквизиту: Уколико се специфични предмети не могу набавити, реквизитер их сам израђује. Због тога су реквизитери често вешти у различитим занатима, попут столарског или браварског.
- Припрема реквизиту за сцену: Пре снимања сваке сцене или почетка представе, распоређује и поставља реквизиту на тачно одређена места.
- Води рачуна о континуитету: Осигурава да реквизита буде на истом месту и у истом стању у свим кадровима који чине једну сцену.
- Манипулише "играјућом" реквизитом: Директно сарађује са глумцима, дајући им и преузимајући од њих предмете које користе у сцени (нпр. чаше, цигарете, писма, оружје).
- Одржава и складишти реквизиту: Чува, поправља и води евиденцију о свим реквизитима.

## Врсте реквизите
У филмској и позоришној терминологији, реквизита се најчешће дели на три основне категорије:
1. Лична или играјућа реквизита (Hand props): Предмети којима глумци директно манипулишу. То може бити било шта, од оловке и књиге, до мача или пиштоља.
2. Сценска реквизита (Set props): Предмети који чине део сценографије и са којима глумци не морају нужно да интерагују. Ово укључује намештај, тепихе, лампе, слике на зиду, итд.
3. Декоративна реквизита (Set dressing): Ситнији предмети који допуњују сценографију и дају јој живот и аутентичност, као што су књиге на полици, посуђе на столу, завесе.

## Подела улога у сектору реквизите
На већим филмским пројектима, сектор реквизите може имати више чланова са специјализованим улогама:
- Главни реквизитер (мајстор реквизите) (Prop master): Руководи целим сектором, одговоран је за буџет, набавку и израду свих реквизита.
- Асистент реквизитера: Помаже главном реквизитеру у свим аспектима посла.
- Реквизитер набављач (Props buyer): Специјализован за проналажење и куповину или изнајмљивање потребних предмета.
- Сценски реквизитер (On-set propsman): Стално је присутан на снимању, поставља реквизиту за сваки кадар и води рачуна о континуитету.
- Оружар (Armorer): Специјализовани реквизитер који је одговоран за руковање и безбедност свог оружја на сету, било да је оно право, реплика или специјално направљено за филм.

## Реквизитер у позоришту
Улога реквизитера у позоришту је веома слична оној на филму, али са неким специфичностима. Позоришни реквизитер мора посебно да води рачуна о трајности и функционалности реквизите, јер се она користи изнова у свакој представи. Такође, због природе живог извођења, реквизитер иза сцене мора бити изузетно брз и прецизан у постављању и замени реквизите између сцена.